# Royal Aeronautical Society
La Royal Aeronautical Society (RAeS) (Sociedad Aeronáutica Real en español) es una organización del Reino Unido destinada a la promoción de toda actividad en el dominio aeronáutico y aeroespacial. Fundada en 1866 bajo el nombre de the Aeronautical Society of Great Britain (nombre que llevó hasta 1918), es la sociedad más antigua en este campo.

## Funcionamiento
La RAeS es una sociedad mundialmente implantada, con subsidiarias en Europa; ambas Américas; África y Oriente Medio; y Asia Pacífico.
Está dividida en divisiones, cada una de ellas dotada de grupos de especialidades:
- Aerodinámica
- Medicina
- Mantenimiento
- Propulsión
- Navegación
- Propiedad jurídica
- Transporte
- Aviónica y sistemas
- Medio ambiente
- Operaciones de vuelo
- Simuladores
- Pruebas en vuelo
- Aviación general
- Aspectos históricos
- Factores humanos
- Vuelo propulsado por el hombre
- Gestión
- Espacio
- Estructuras y materiales
- Sistemas autónomos
- Sistemas de armas
- Mujeres en la aeronáutica

Estos grupos organizan conferencias relativas a sus propias especialidades.

## Publicaciones

### Antiguas publicaciones
- The Journal of the Royal Aeronautical Society ISSN 0368-3931 (1923–1967)
- The Aeronautical Quarterly (1949-1983)
- Aerospace (1969-1997)
- Aerospace International ISSN 1467-5072 (1997 - 2013)
- The Aerospace Professional (1998 - 2013)

### Publicaciones actuales
- Aerospace magazine[3] (2014 hasta hoy)
- The Aeronautical Journal[4] ISSN 0001-9240 (1897 hasta hoy)
- The Journal of Aeronautical History[5] (2011 hasta hoy)
- Aerospace[6] ISSN 2052-451X (2013 hasta hoy)

## Distinciones
- La RAeS dispensa varios títulos, entre  el que figura el de miembro (Fellow of the Royal Aeronautical Society, FRAeS).

- Entrega anualmente medallas de oro, plata o bronce a distintas personas u organizaciones destacadas en actividades relacionadas con los campos de interés de la sociedad.